# La carrozza di Hans/Impressioni di settembre
La carrozza di Hans/Impressioni di settembre è il primo singolo del gruppo musicale italiano Premiata Forneria Marconi, pubblicato nell'ottobre 1971 dalla Numero Uno.

## Descrizione
Il singolo ha preceduto l'uscita del primo album del gruppo, Storia di un minuto; varie versioni di entrambi i brani sono state incise dalla PFM; addirittura i due brani contenuti sul singolo sono diversi da quelli proposti immediatamente dopo sull'album Storia di un minuto e presentano una durata ridotta. Le versioni originali su singolo sono state ripubblicate su CD nella raccolta P.F.M. Story del 1995.

### La carrozza di Hans
Il lato A ottenne discreta popolarità nella scena rock italiana, anche grazie al fatto che, prima ancora della pubblicazione su 45 giri, venne scelto dal gruppo per partecipare al Festival di musica d'avanguardia e di nuove tendenze di Viareggio, portando la PFM alla vittoria dell'edizione della manifestazione a pari merito con Mia Martini e gli Osanna. Franz Di Cioccio spiegò in PFM Celebration 1972-2012 che aveva iscritto il complesso senza il loro consenso, ma non avevano un brano inedito per parteciparvi. A tal proposito, il chitarrista Franco Mussida, autore delle musiche della canzone, ricorderà:

Il polistrumentista Mauro Pagani, paroliere del brano inedito, spiegherà ulteriormente:

Dopo averla provata per un intero pomeriggio, il gruppo partì per Viareggio, dove appunto vinsero la manifestazione. Sempre Mussida ricorderà:

### Impressioni di settembre
Il lato B, scritto da Franco Mussida con testo di Mogol e Mauro Pagani, divenne presto uno dei cavalli di battaglia del gruppo e un classico della musica italiana.

## Tracce
Lato A
1. La carrozza di Hans – 5:40 (Mussida, Pagani)

Lato B
1. Impressioni di settembre – 4:20 (Mussida, Mogol, Pagani)